# Psicopedagogía queer
La psicopedagogía queer es una propuesta teórica de la psicopedagogía basada en un modelo de educación no heteronormativa, sin implicaciones de sexo y género. Desde lo queer se renuncia a una sociedad polarizada, a los estereotipos diferenciados y enfrentados de una sociedad heterosexual y patriarcal.